# Retrato de Beethoven (1804)

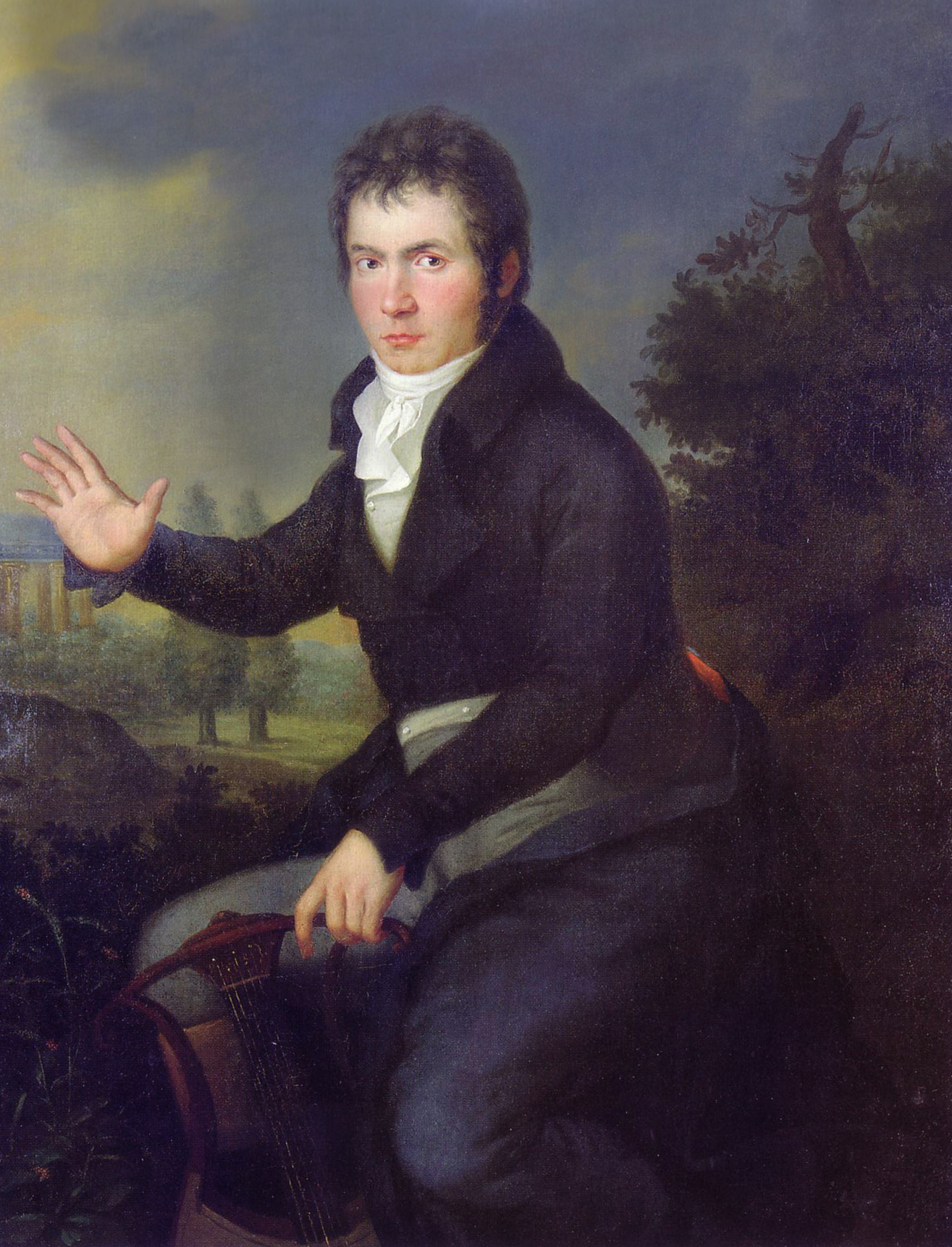
Retrato de Beethoven en 1804. Wien Museum.

Este retrato de Beethoven es un óleo sobre lienzo pintado en 1804 por Willibrord Joseph Mähler cuando Ludwig van Beethoven, con 34 años, gozaba de un gran prestigio como pianista en Viena y estaba componiendo su Sinfonía n.º 3 en mi bemol mayor, op. 55 (conocida como Heroica).
Es el primero de cuatro retratos del compositor alemán pintados por el artista, nacido en el mismo barrio que la madre de Beethoven, Maria Magdalena van Beethoven, y que entraría a formar parte del grupo selecto de los «amigos de Bonn» de Beethoven, y los dos mantuvieron su amistad el resto de sus vidas.
Se cree que Beethoven tuviera un aprecio muy especial para este retrato ya que lo mantendría siempre a la vista de su escritorio, junto con el de su admirado abuelo, Ludwig van Beethoven, quien había sido maestro de capilla de la orquesta del príncipe elector de Colonia, realizado por Amelius Radoux.
La Biblioteca Pública de Nueva York posee una copia del retrato, pintada por un artista desconocido hacia 1808, que perteneció a Ferdinand Luib, dueño del Allgemeine Musikalische Zeitung, biógrafo de Franz Schubert, y quien lo habría regalado a Alexander Wheelock Thayer, uno de los primeros biógrafos de Beethoven.

## Galería

El retrato original comparado con la copia
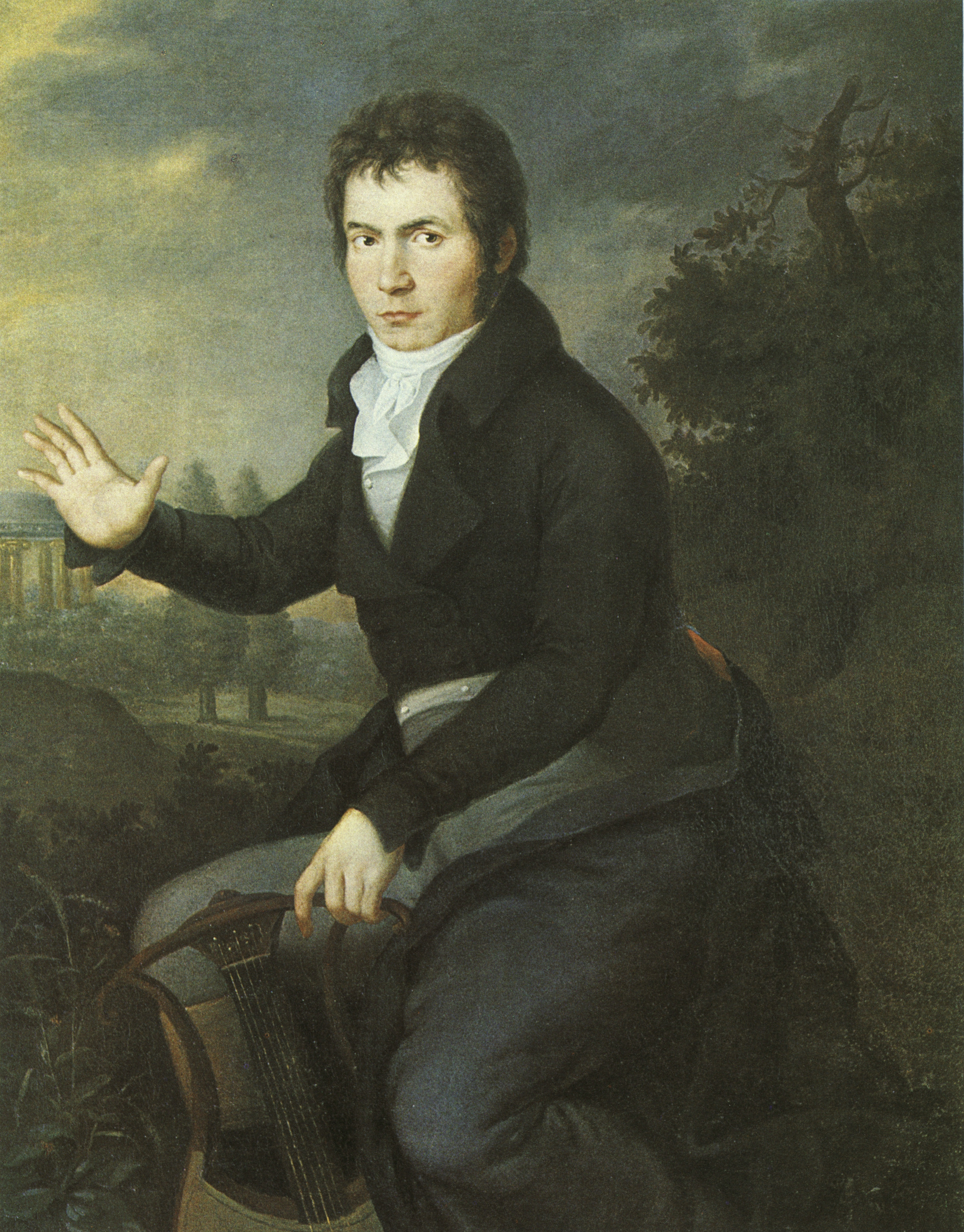
Retrato original
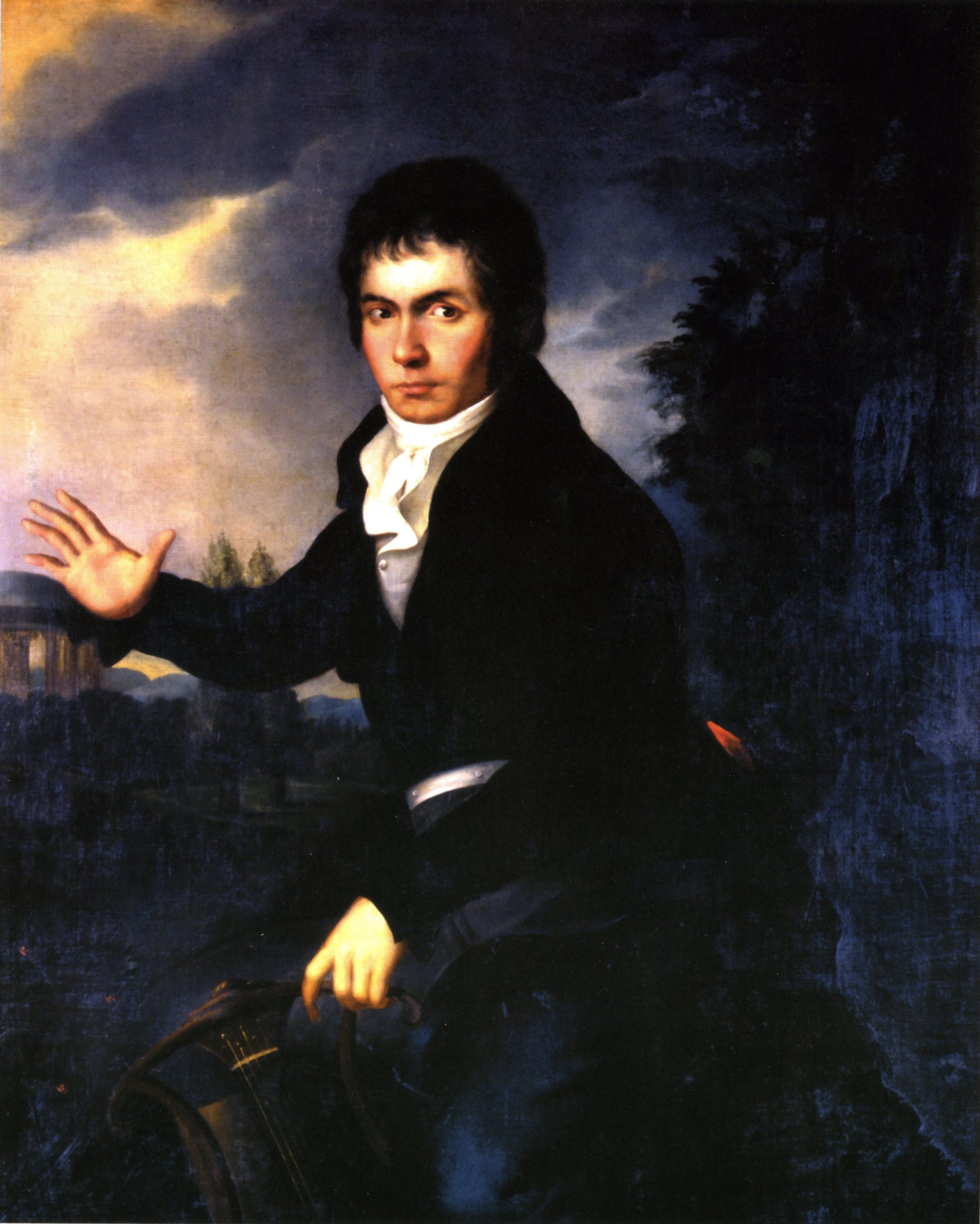
Copia